# У пошуках галактики
«У пошуках галактики» — науково-фантастична пригодницька кінокомедія, яка стала лауреатом премії «Г'юго» за найкращу драматичну постановку.

## Сюжет
Колишні зірки популярного телесеріалу через майже два десятиліття затребувані лише на конвентах, на яких виступають в одному й тому ж образі та з одними й тими ж репліками. На такому заході до Джейсона підходять шанувальники в образі інопланетян із пропозицією, на яку він погоджується. Несміт, вражений реалістичністю декорацій, мав розв'язати конфлікт із кораблем інопланетян. Впоравшись із задачею, його повертають на Землю і тоді актор розуміє, що взяв участь у справжній місії.
Несміту сподобалось бути героєм і він бере з собою колег по знімальному майданчику. Нова битва виявилась складною, космічний корабель отримав пошкодження і щоб полагодити транспортний засіб, команда робить висадку на іншій планеті. Їх наздоганяють супротивники, які беруть акторів у полон. Полонених збираються викинути в космос, але їм вдається врятуватися та повернути собі корабель. Екіпаж робить аварійну висадку на Землю прямісінько в залу конвенту, глядачі сприймають це як частину шоу.

## У ролях
| Актор            | Роль           |
| ---------------- | -------------- |
| Тім Аллен        | Джейсон Несміт |
| Сігурні Вівер    | Гвен ДеМарко   |
| Алан Рікман      | Александр Дейн |
| Тоні Шалуб       | Фред Кван      |
| Сем Роквелл      | Гай Флігмен    |
| Деріл Мітчелл    | Томмі Вебер    |
| Енріко Калантоні | Матесар        |
| Міссі Пайл       | Лаліарі        |
| Джастін Лонг     | Брендон        |
| Рейн Вілсон      | Ланк           |

## Створення фільму

### Виробництво
Зйомки фільму проходили в Лос-Анжелесі, Каліфорнія та Юті.

### Знімальна група
- Кінорежисер — Дін Парізо
- Сценаристи — Девід Говард, Роберт Гордон
- Кінопродюсери — Марк Джонсон, Чарлз Невірт
- Виконавчий продюсер — Елізабет Кантільйон
- Композитор — Девід Ньюмен
- Кінооператор — Єжи Зелінскі
- Кіномонтаж — Дон Циммерман
- Художник-постановник — Лінда ДеШинна
- Артдиректор — Джеймс Недза
- Художники по костюмах — Альберт Волскі
- Підбір акторів — Дебра Зейн[4].

## Сприйняття

### Критика
Фільм отримав позитивні відгуки. На сайті Rotten Tomatoes оцінка фільму становить 90 % на основі 116 відгуків від критиків (середня оцінка 7,2/10) і 78 % від глядачів із середньою оцінкою 3,1/5 (223 788 голосів). Фільму зарахований «стиглий помідор» від кінокритиків та «попкорн» від глядачів, Internet Movie Database — 7,3/10 (129 989 голосів), Metacritic — 70/100 (28 відгуків критиків) і 8,5/10 від глядачів (152 голоси).

### Номінації та нагороди
| Нагороди та номінації фільму «У пошуках галактики» | Нагороди та номінації фільму «У пошуках галактики»           | Нагороди та номінації фільму «У пошуках галактики»      | Нагороди та номінації фільму «У пошуках галактики»  | Нагороди та номінації фільму «У пошуках галактики» | Нагороди та номінації фільму «У пошуках галактики» |
| Рік                                                | Кінофестиваль/кінопремія                                     | Категорія/нагорода                                      | Номінант                                            | Результат                                          |                                                    |
| -------------------------------------------------- | ------------------------------------------------------------ | ------------------------------------------------------- | --------------------------------------------------- | -------------------------------------------------- | -------------------------------------------------- |
| 2000                                               | «Сатурн»                                                     | Найкращий актор                                         | Тім Аллен                                           | Перемога                                           |                                                    |
| 2000                                               | «Сатурн»                                                     | Найкращий науково-фантастичний фільм                    | «У пошуках галактики»                               | Номінація                                          |                                                    |
| 2000                                               | «Сатурн»                                                     | Найкраща акторка                                        | Сігурні Вівер                                       | Номінація                                          |                                                    |
| 2000                                               | «Сатурн»                                                     | Найкращий актор другого плану                           | Алан Рікман                                         | Номінація                                          |                                                    |
| 2000                                               | «Сатурн»                                                     | Найкращий молодий актор або акторка                     | Джастін Лонг                                        | Номінація                                          |                                                    |
| 2000                                               | «Сатурн»                                                     | Найкраща режисура                                       | Дін Парізо                                          | Номінація                                          |                                                    |
| 2000                                               | «Сатурн»                                                     | Найкраща музика                                         | Девід Ньюмен                                        | Номінація                                          |                                                    |
| 2000                                               | «Сатурн»                                                     | Найкращі костюми                                        | Альберт Волскі                                      | Номінація                                          |                                                    |
| 2000                                               | «Сатурн»                                                     | Найкращий грим                                          | Стен Вінстон, Геллі Д'Амор, Ве Нілл                 | Номінація                                          |                                                    |
| 2000                                               | «Сатурн»                                                     | Найкращі спецефекти                                     | Стен Вінстон, Білл Джордж, Кім Бромлі, Роберт Стадд | Номінація                                          |                                                    |
| 2000                                               | Кінофестиваль фантастичних фільмів у Амстердамі              | Срібний крик                                            | Дін Парізо                                          | Перемога                                           |                                                    |
| 2000                                               | Blockbuster Entertainment Awards                             | Улюблена акторка у комедії                              | Сігурні Вівер                                       | Номінація                                          |                                                    |
| 2000                                               | Blockbuster Entertainment Awards                             | Улюблений актор у комедії                               | Тім Аллен                                           | Номінація                                          |                                                    |
| 2000                                               | Брюссельський міжнародний кінофестиваль фантастичних фільмів | Приз глядацьких симпатій                                | Дін Парізо                                          | Перемога                                           |                                                    |
| 2000                                               | Брюссельський міжнародний кінофестиваль фантастичних фільмів | Найкращий сценарій                                      | Девід Говард                                        | Перемога                                           |                                                    |
| 2000                                               | Американська спільнота спеціалістів з кастингу               | Найкращий підбір акторів для художнього фільму, комедії | Дебра Зейн                                          | Номінація                                          |                                                    |
| 2000                                               | «Г'юго»                                                      | Найкраща постановка                                     | Дін Парізо, Девід Говард, Роберт Гордон             | Перемога                                           |                                                    |
| 2000                                               | Спільнота кінокритиків Лас-Вегаса                            | Найкращі візуальні ефекти                               | Білл Джордж                                         | Номінація                                          |                                                    |
| 2000                                               | Teen Choice Awards                                           | Choice Movie: Комедія                                   | «У пошуках галактики»                               | Номінація                                          |                                                    |
| 2001                                               | Hochi Film Awards                                            | Найкращий фільм іноземною мовою                         | Дін Парізо                                          | Перемога                                           |                                                    |
| 2001                                               | Американська асоціація письменників-фантастів                | Найкращий сценарій                                      | Девід Говард, Роберт Гордон                         | Перемога                                           |                                                    |